# Stipa caragana
Stipa caragana är en gräsart som beskrevs av Carl Bernhard von Trinius. Stipa caragana ingår i släktet fjädergrässläktet, och familjen gräs. Inga underarter finns listade i Catalogue of Life.